# Fort de Charlemont
Pour les articles homonymes, voir Charlemont.
Le fort de Charlemont est une forteresse française située près de la frontière belge sur la Meuse, constituée d'un réseau de défenses successives. Elle était autrefois une commune qui domine la ville de Givet avec laquelle elle a fusionné.

## Description
Le fort de Charlemont est situé sur l'éperon calcaire formant l'extrémité N.E du plateau de Foisches.  Le front sud était naturellement très bien défendu puisqu'il est érigé sur le rebord d'une falaise longue de plusieurs centaines de mètres et dominant par un à-pic de 80 mètres la vallée de la Meuse. Ces fortes défenses naturelles expliquent pourquoi aucun bastion ne fut érigé sur ce front qui était imprenable. Le front nord, bien que non pourvu de falaises, bénéficiait de pentes prononcées lui offrant une excellente valeur défensive. Il fut néanmoins pourvu par les Impériaux de 3 bastions casematés à orillons. Ces orillons, des excroissances de maçonnerie censées protéger les embrasures des casemates, confèrent à ces bastions un plan en « as de pique ».  Les bastions à orillons sont typiques des premières fortifications bastionnées qui furent érigées au cours de la seconde moitié du XVIe siècle. À l'ouest, le fort de Charlemont est relié de plain-pied au plateau de Foisches sur lequel une armée ennemie pouvait facilement se positionner en vue d'un siège. Cet endroit constituant donc le point le plus faible de sa défense, il fut protégé par un important dispositif étalé en profondeur, censé tenir à distance l'artillerie de l'assiégeant et à stopper la progression de son infanterie. 
En partant du corps de place, deux puissants bastions s'élèvent, casematés à orillons, l'un à l'angle nord-ouest du fort et l'autre, qui n'est en fait qu'un demi-bastion, positionné à l'angle sud-ouest, là où l'enceinte vient rejoindre l'à-pic de la falaise sud. En avant de ce front bastionné fut érigé un vaste ouvrage à cornes composé d'un bastion central encadré de deux demi-bastions. La courtine entre le demi-bastion sud et le bastion central était percée d'une porte, elle-même précédée d'une demi-lune. L'espace entre cet ouvrage à cornes et la falaise dominant la Meuse fut occupé par une demi-lune en forme de losange (qu'il convient plutôt d'appeler une « lunette ») elle-même précédée d'une contre-garde. En avant de cet vaste ouvrage à cornes fut établi au XVIIe siècle un immense front bastionné baptisé « Couronne d'Asfeld », lui-même précédé d'une demi-lune et d'un vaste glacis aménagé pour la défense. Cette couronne d'Asfeld était appuyée au sud par une petite redoute appelée «Lunette de Foisches».

## Historique
En 1554, le roi de France Henri II lance trois armées contre les Pays-Bas espagnols et met le pays à feu et à sang. Une des armées, dirigée par le duc de Nevers a pris Givet pour base de départ. Charles Quint demande au général Martin Van Rossem de diriger son armée sur Givet et d'en chasser l'armée française. À la suite de cette incursion, Charles Quint décide de construire un fort pour protéger Givet.
En octobre 1554, Charles de Berlaymont, gouverneur du comté de Namur, envoie à Givet un ingénieur italien, Donato de Boni di Pellizuoli, et Jacques Du Brœucq pour choisir le meilleur site. Le nom même de la forteresse (qui signifie « le mont de Charles ») vient de celui de l'empereur Charles Quint qui a fait acheter cette région (le comté d'Agimont-Givet) par sa sœur Marie de Hongrie, afin de contrôler le couloir de la vallée de la Meuse. Le fort primitif, construit en période de guerre, aurait nécessité, à partir de l'année 1555, 3 000 ouvriers aidés de 20 000 fantassins et de 3 000 cavaliers.
En juillet 1555, l'armée française revient à l'assaut de la ville. Les canons tirent depuis le fort en construction. Guillaume d'Orange, nommé commandant de l'armée de Charles Quint, tire de ces combats la conclusion qu'il faut agrandir le fort vers l'ouest. L'extension comprend des bastions à orillons protégeant des places basses reprenant le plan du fort de Philippeville. L'extension est achevée en 1563-1564 sous la direction de l'ingénieur Jacques van Noyen, neveu de l'ingénieur Sébastien van Noyen, concepteur de Philippeville.
À la fin du XVIe siècle, jusqu'en 1675, les Espagnols construisent une seconde enceinte avec à l'est, une tenaille devant les hauts bastions construits par Pellizuolli, à l'ouest, deux ouvrages à cornes devant les bastions de Trélon, et au nord : trois demi-lunes.
En 1678, il est conquis par Louis XIV. Finalement, le fort et la ville de Givet sont rattachés au roi de France  en exécution du traité de Ryswick, en 1697. À la fin du XVIIe siècle, Vauban complexifie et améliore les défenses de Givet et de Charlemont, cernant la ville d'une enceinte et en transformant le village de Charlemont en fort.
Après la défaite de Napoléon à Waterloo le 18 juin 1815, les troupes du maréchal de Grouchy se replient sur Namur et Givet et occupent le fort. Le général Bourke, gouverneur des places de Givet et de Charlemont, enfermé avec 4 000 hommes, refuse de livrer la place forte, mais doit finir par signer une convention honorable livrant Givet aux Prussiens. La cité de Charlemont reste pour sa part française. Après le traité de Paris du 20 novembre 1815, Givet est occupée en janvier 1816 par 7 000 soldats russes. En octobre 1818, Givet est restituée à la France.

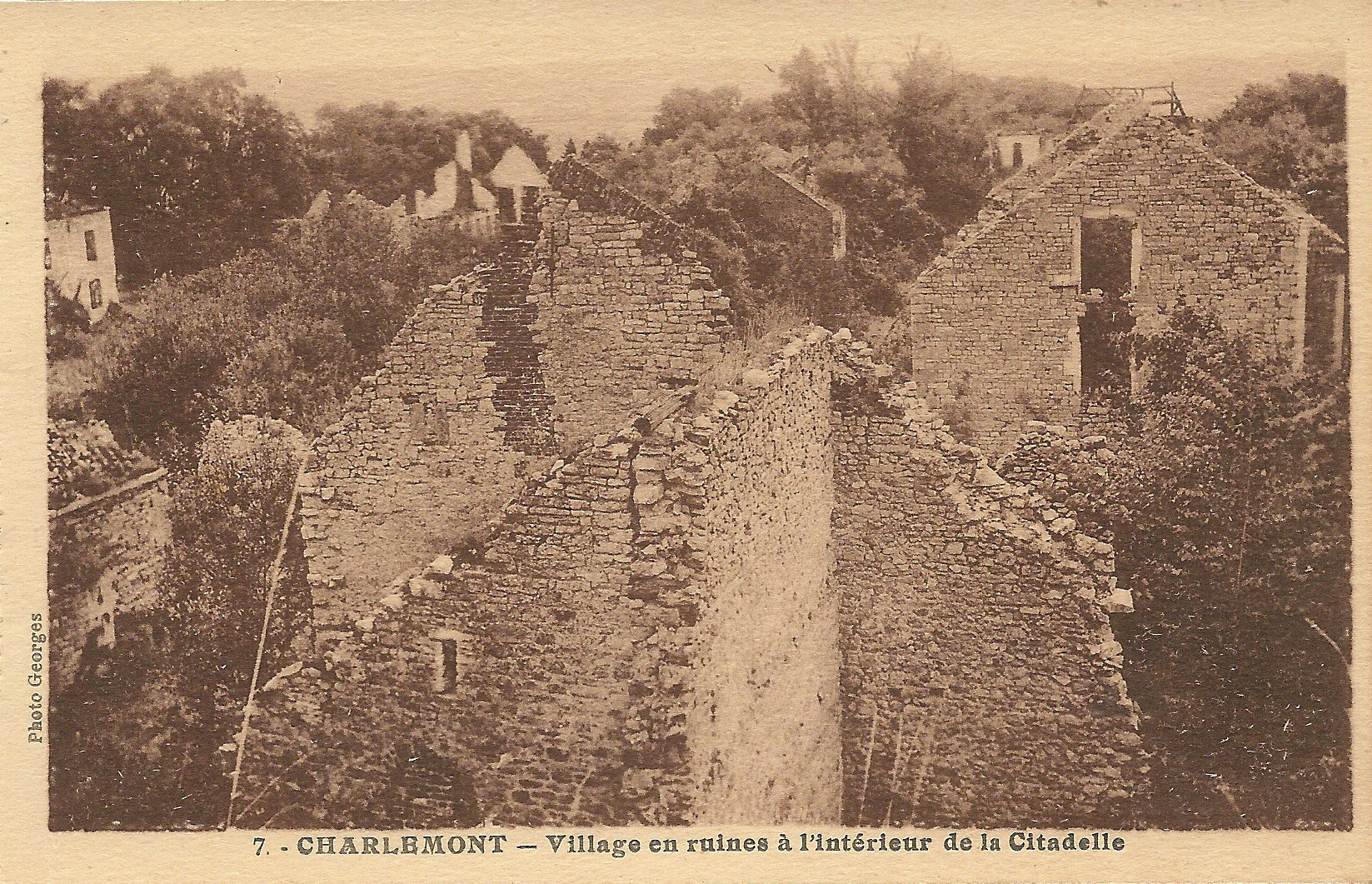
Destruction de 1914 à l'intérieur du fort.

Le fort subit des modifications, dans le cadre du système Séré de Rivières, en 1888, de sorte que quasiment tous les bastions fortifiés en portent l'empreinte. Un abri-caverne y a même été créé et un escalier de plusieurs centaines de marches fut creusé en plein roc pour relier le fort au tunnel ferroviaire qui passe sous son extrémité est. Cet escalier de secours fut conçu comme une "entrée de guerre", dispositif fréquent dans le système Séré de Rivières. Il permettait de décharger dans le tunnel, à l'abri des vues et des tirs d'artillerie ennemis, des trains chargés d'approvisionner le fort en munitions, hommes et matériel. Cette liaison entre une fortification et un tunnel ferroviaire n'est pas unique : un tel dispositif existe à la citadelle de Montmédy (Meuse) et, en 1917, il avait été prévu de relier le fort de Tavannes (ceinture fortifiée de Verdun) au tristement célèbre tunnel qui passe sous ce fort, mais la galerie de jonction ne fut pas creusée jusqu'au tunnel.
Le 29 août 1914, les artilleurs saxons de Von Hausen et leurs batteries autrichiennes de 305 mm installées sur la frontière belge, commencent à bombarder Charlemont à 12 h 30 à cadence lente. Le 30, après qu'une demande de reddition ait été refusée, le bombardement reprend à la cadence d'un coup tous les quarts d'heure. Devant le chantage et la menace de détruire la ville, puis à la suite d'un bombardement intensif pendant toute la journée du 31, l'officier commandant la place fait sonner le cessez-le-feu à 17 h 30. À minuit, les Allemands entrent dans le fort.
En 1940, lors de la bataille de France, le fort accueille des pièces de 75 mm du 18e régiment d'artillerie divisionnaire et de 155 mm du 218e régiment d'artillerie lourde divisionnaire, appuyant ainsi le 116e régiment d'infanterie (le secteur relève de la 22e division d'infanterie) qui défend la Meuse. Ceci vaut au fort d'être bombardé le 13 mai 1940 après-midi par les Allemands ; trois des six pièces d'artillerie de 155 mm qu'il abrite sont détruites. Le fort venait en outre de s'opposer à une tentative de franchissement de la Meuse par une avant-garde de la 32. Infanterie-Division de Franz Böhme. Le franchissement du fleuve est repoussé au lendemain. Le jour suivant le fort riposte aux attaques de la division allemande cherchant à traverser la Meuse. La riposte française cause de grandes pertes aux assaillants, si bien qu'Adolf Strauß (chef du 2e corps d'armée dont dépend la division allemande) réclame en milieu de matinée l'intervention de la Luftwaffe à l'encontre du fort. À la suite de cette attaque, l'artillerie du fort qui n'a pas été détruite par celle de l'adversaire ou par le bombardement aérien de la Luftwaffe sera évacuée, privant de ce fait l'infanterie de son appui. La revue allemande Signal de l'époque décrit : « Les pièces de ces forts (de Givet), très mobiles, avaient jusque-là sensiblement retardé le passage des troupes allemandes (...). Seuls quelques mortiers sont encore en action. Leur feu ne suffit plus à contenir le flot de l'attaque allemande ». Les Allemands, qui sont parvenus à traverser et progresser au nord et au sud de Givet, menacent maintenant la 22e DI qui doit se retirer du fleuve ; au soir, la défense du fort est en partie évacuée, celle demeurant est confiée en « mission de sacrifice » au lieutenant Charpentier du 116e RI.
Le 7 septembre 1944, Givet est libérée. Charlemont abritera alors 11 000 soldats américains qui seront engagés en décembre 1944 pour repousser la contre-offensive allemande du général Von Rundstedt à travers les Ardennes.

## Histoire récente
De 1961 à 2009, le fort a été utilisé par l'armée française en tant que centre d'entraînement commando (CEC). Il a été inauguré par le général Massu.

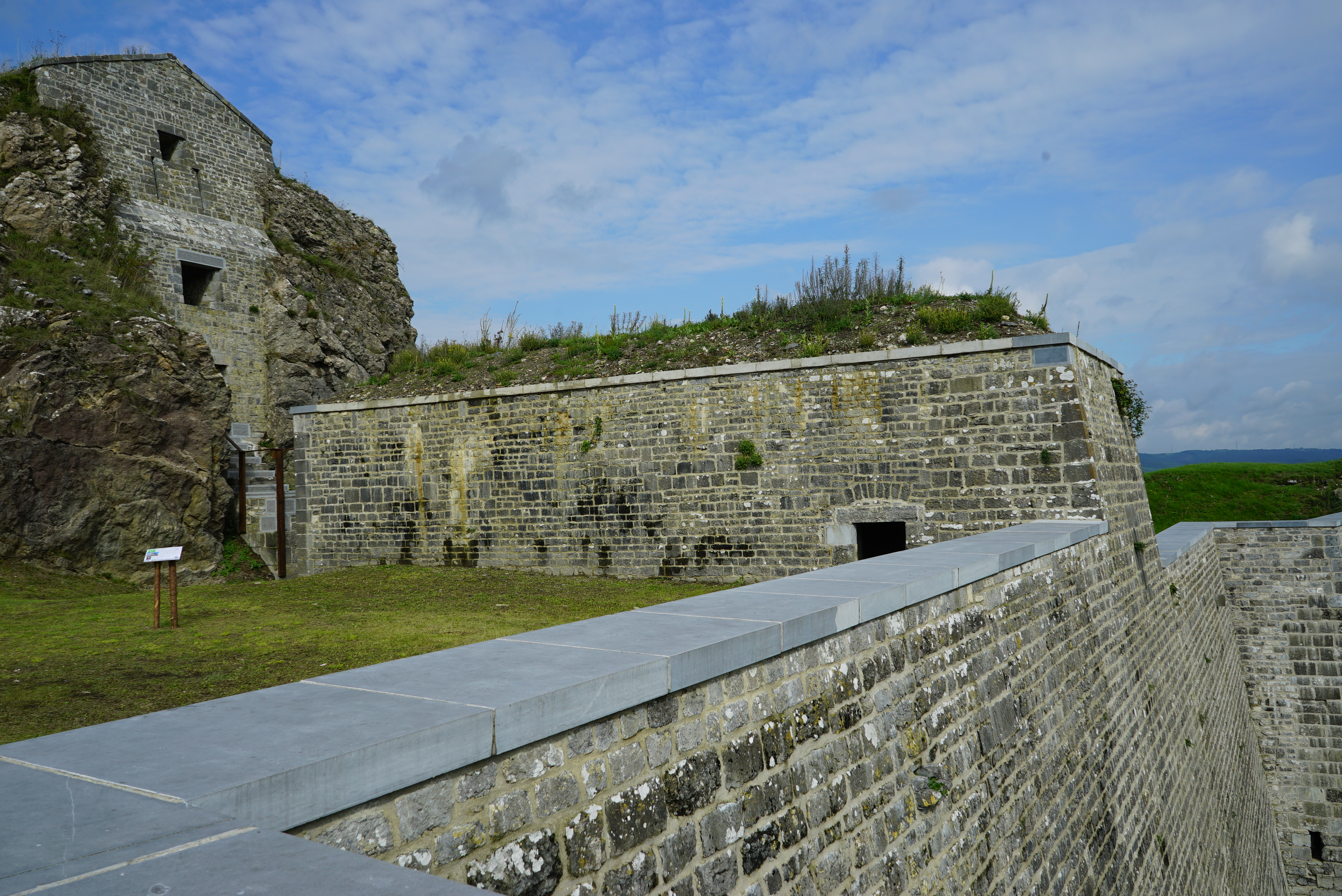
La Tour Maugis.

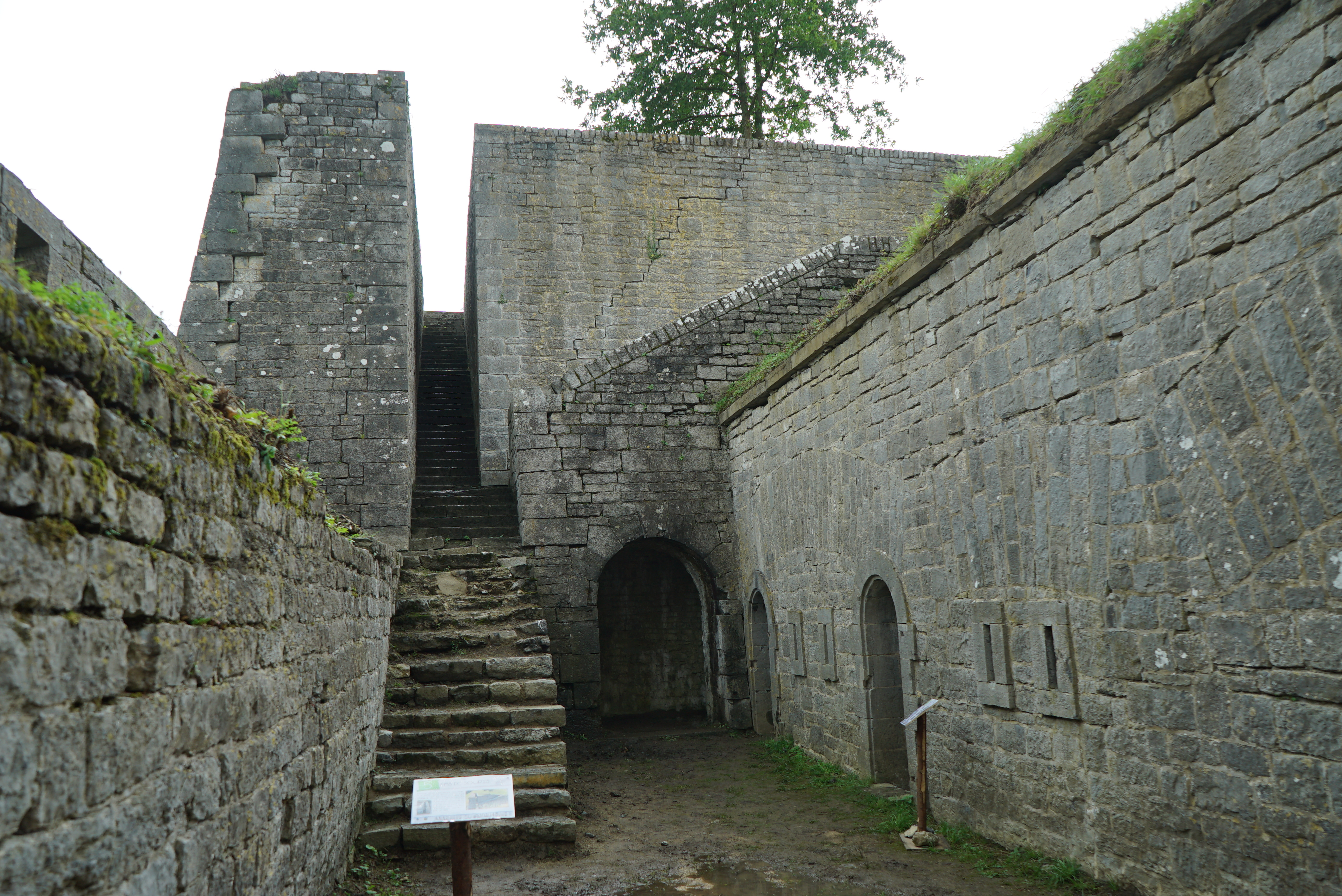
Escalier, seul point d'accès depuis les glacis vers le fort. Sur la droite, les toilettes.

Il fut le premier centre école et d'entraînement commando créé en France. Le CEC a été conçu en 1961, mis en fonction en 1962 par et pour la 11e Division légère d'intervention (11e DLI), division parachutiste créée en 1961 à partir des 10e et 25e divisions parachutistes (DP) d'Algérie.
En conséquence, la réalisation du CEC de Givet fut confiée au 1er Commando parachutiste et aux Sapeurs parachutistes de la 61e compagnie du génie aéroporté (61e CGAP), compagnie issue du 17e bataillon du génie aéroporté (17e BGAP).
La section de base de la 61e CGAP devint CEC de la 11e DLI le 28 octobre 1961.
Par la suite, le CEC reprit en 1982 les traditions du 9e régiment de zouaves (9e RZ) recréé à Charlemont, puis en 2006 les traditions du 3e régiment de chasseurs parachutistes (3e RCP).
Les parcours nommés PAR et MéCo (contraction de « Mécanismes de Combat ») comportaient des parcours d'aguerrissement, d’escalade, d’évasion, de combat urbain dans le village reconstitué de Charlemont situé dans l'enceinte du fort...
Des spécialités étaient enseignées : mines, pièges, explosifs, survie, navigation, secourisme.
À la suite de la réorganisation de la Défense voulue par le président Nicolas Sarkozy, le CEC est dissout le 1er août 2009.
A cette date, l’État français a proposé à la commune de Givet de lui donner toutes ses propriétés militaires à Givet, en dédommagement de la perte économique et sentimentale que constituait pour elle la perte du CEC. La Ville a accepté de recevoir celles qui étaient en ville. Mais elle a refusé de prendre Charlemont, car son entretien annuel représentait une charge financière que la commune ne pouvait assumer. 
Ce n’est que plus tard, en 2012[à vérifier] que la communauté de communes Ardenne Rives de Meuse a pris la place de la ville de Givet pour accepter la cession de Charlemont. Au préalable, il a fallu régler quelques problèmes, notamment la propriété du tunnel qui passe sous la forteresse, restée à la SNCF, et l’emprise de la réserve naturelle de la Pointe de Givet sur la pointe Est de Charlemont.  
En 2015, les fortifications ont servi de lieu de tournage à l'émission de télé réalité Garde à vous diffusée par la chaîne de télévision française M6 mettant en scène dix-neuf jeunes hommes âgés de 18 à 25 ans, de tous milieux sociaux et de toutes origines afin de tenter de leur faire revivre durant trois semaines le service militaire que leurs aînés ont pu connaître dans les années 1960.
Le 22 janvier 2024, vers 2h dans la nuit, un bloc complet du parement du « cornichon », pointe est surplombant la ville, s'est effondré. La sécurisation du site et la surveillance du reste de ses murs ont été rapidement considérées comme des priorités. En cause, les intempéries, puis un gel et dégel rapide, semblent être à l'origine du sinistre. Selon Bernard Dekens, président de la communauté de communes Ardenne rives de Meuse, une fois le terrain plus sec, il sera possible d'entamer les réparations nécessaires, soulignant que ce genre d'incident est bien connu à Charlemont.

## La tour Maugis

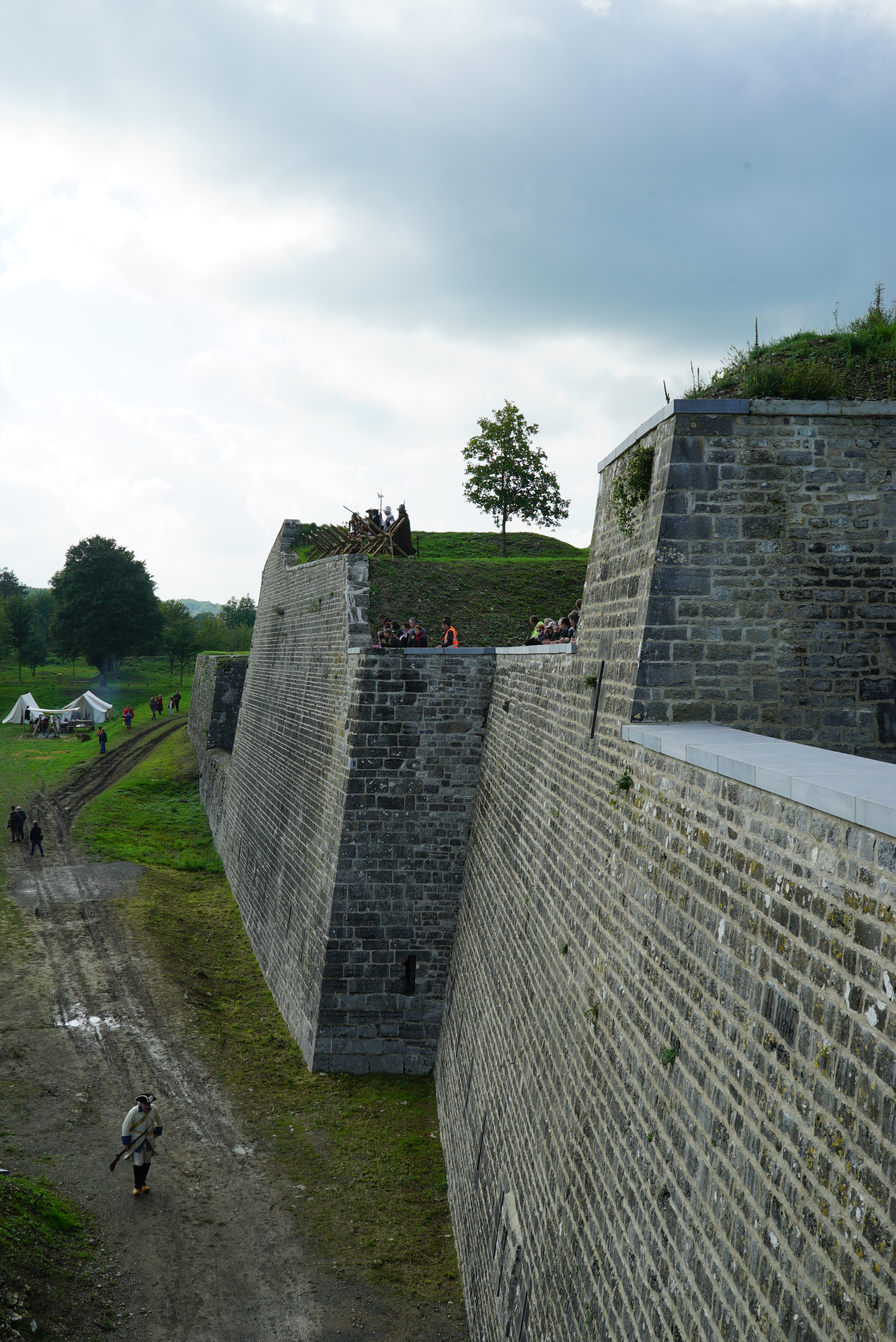
Le fort Condé, sur la droite l'entrée du fort tournée vers Charlemont.

Elle est inscrite depuis longtemps dans les défenses de la ville de Givet. Située au nord-est de la ville sur une hauteur qui domine la route venant de Philippeville. Le point fort fut inchangé pendant une longue période, il change de nom pour Villahermosa, du nom du gouverneur des Pays-Bas espagnols. L’avènement du canon imposa ensuite une modification continue. Le fort s'étend et se modifie, installation de nouvelles levées de terre pour installer l'infanterie et l’artillerie, obliger l'ennemi à avancer à découvert et augmenter le nombre des lignes de défense. Avec les conflits entre François Ier et Charles Quint ce sont les Espagnols qui aménagent le fort, puis lors des guerres de Louis XIV fait intervenir Vauban qui met particulièrement en avant l'importance de cette position pour défendre le fort de Charlemont de l'avancée de l'ennemi par le vallon que défend la tour. En 1678 il fait araser l'ancienne tour, creuser sa base pour en faire l'unique lieu d'habitation et le dernier de résistance.
Après l'érection de murs d'escarpe et de contrescarpe il prend le nom de fort de la Macque. Le nouveau fort est relié à Charlemont par une double caponnière, chemin couvert bordé de murs percés d'ouvertures de tir pour les armes à feu individuelles, qui permet de faire venir de celui-ci hommes, matériels et subsistance par un chemin sécurisé. Le fort comprend alors des coursières de contre-escarpe pour le tir des hommes parvenus dans les fossés, une poudrière, des tunnels pour préparer et écouter les sapes et préparer des contre-sapes. Après l'abdication de Napoléon Ier, le fort est occupé par les Russes qui y cantonnent plusieurs milliers d'hommes jusqu'en 1818. À partir de 1865, une nouvelle campagne de modification est entreprise, principalement de nouveaux postes de tir avec des réserves de munitions sur le sommet du fort ; elle se poursuit jusqu'en 1869.

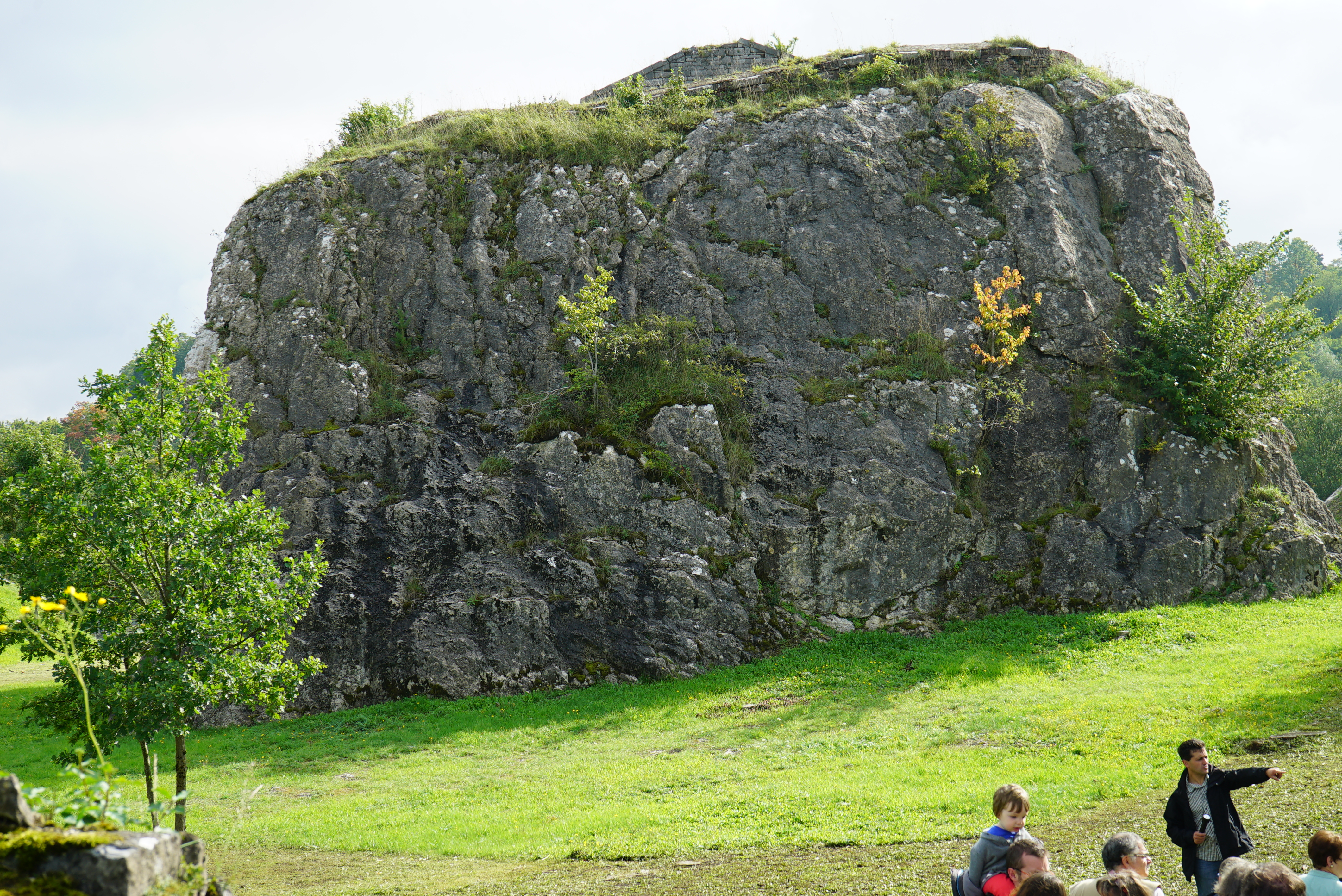
La tour Maugis vue depuis la route de Belgique,
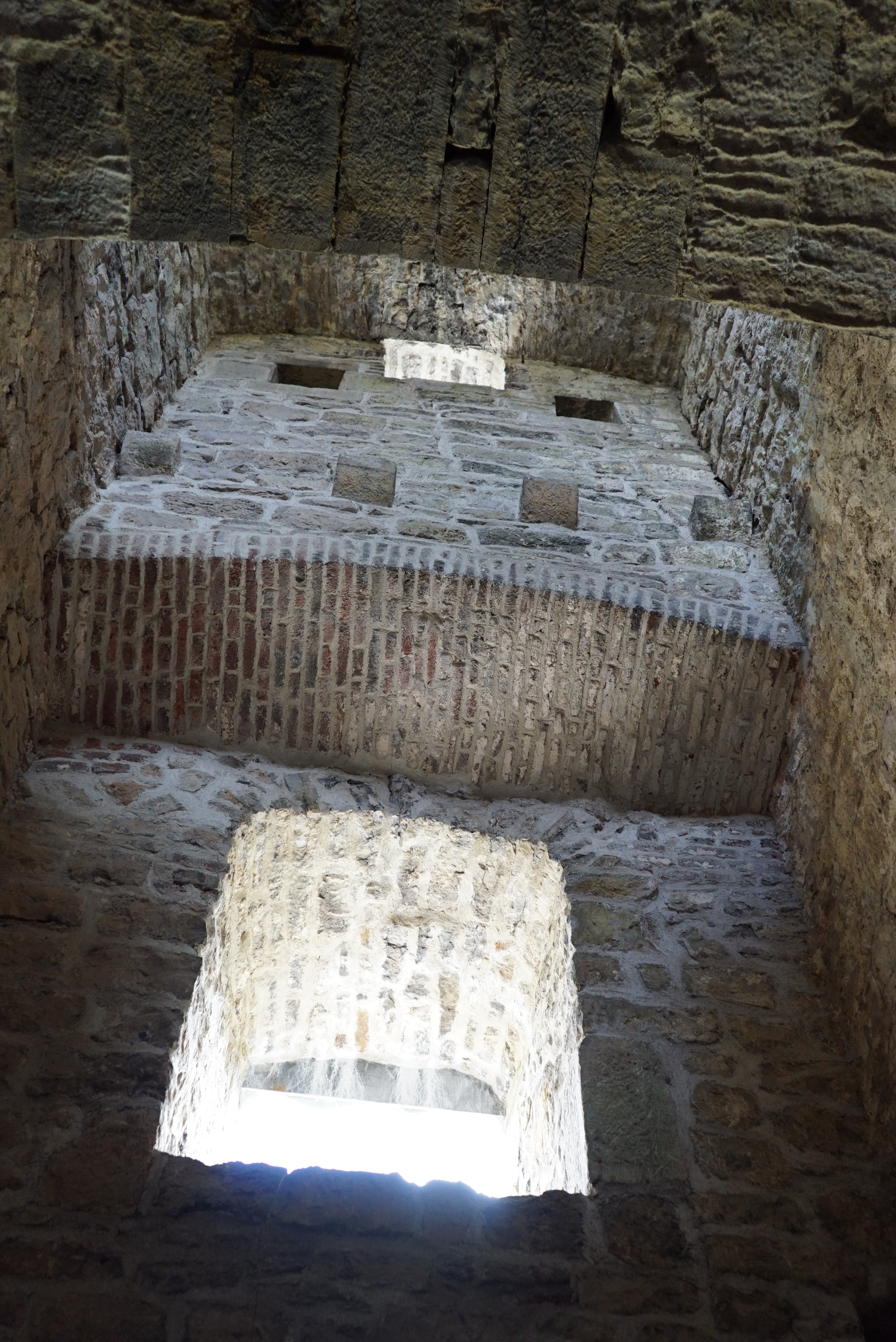
et son
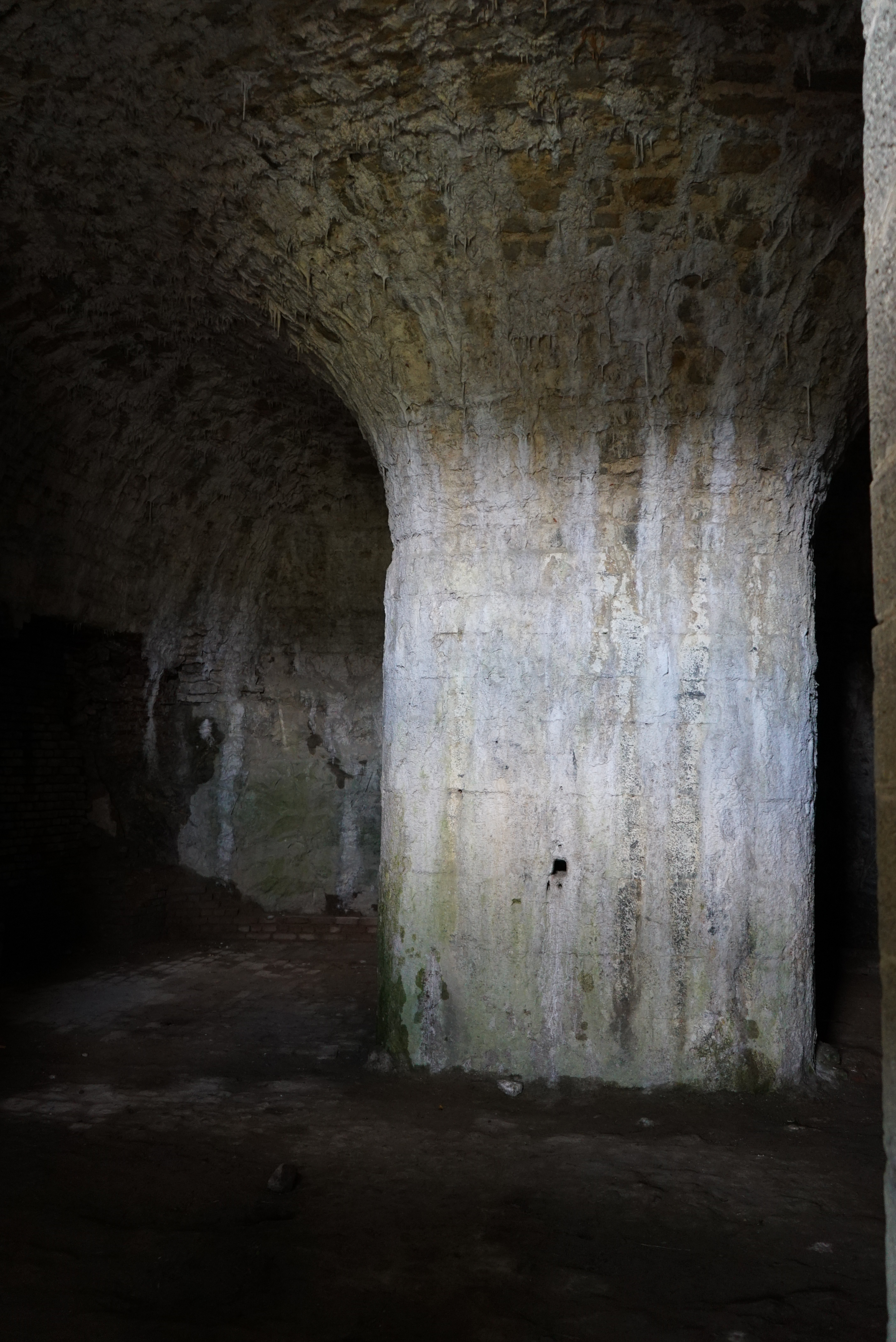
intérieur.
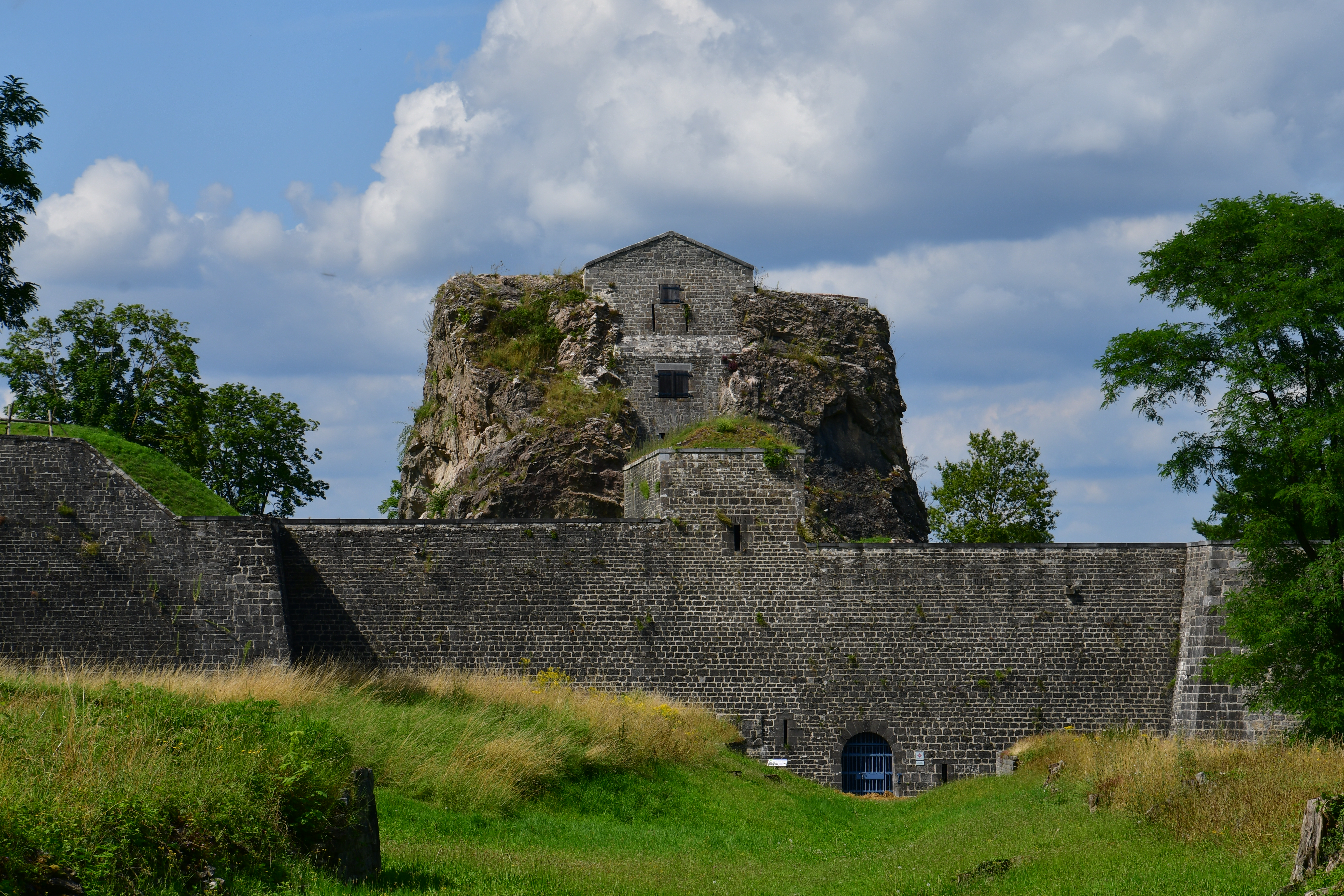
Le tour de Maugis, côté nord

Lors de la Deuxième Guerre mondiale, le fort Condé devenant une cible trop visible, des tranchées sont creusées légèrement en avant des cinq lignes de défense historiques. Lors de ce conflit, encore une fois le fort sut résister sans être pris même avec le renfort de Stukas et du bombardement en piqué. Après une longue période d'abandon, le fort de Condé est actuellement en phase de réhabilitation depuis 2011 pour en faire un lieu d'histoire. Il appartient à la communauté de communes.
En 2015, il est utilisé pour le tournage de l'émission militaire Garde à vous qui montre des jeunes de 18 à 24 ans face au service militaire.

## Valorisation patrimoniale

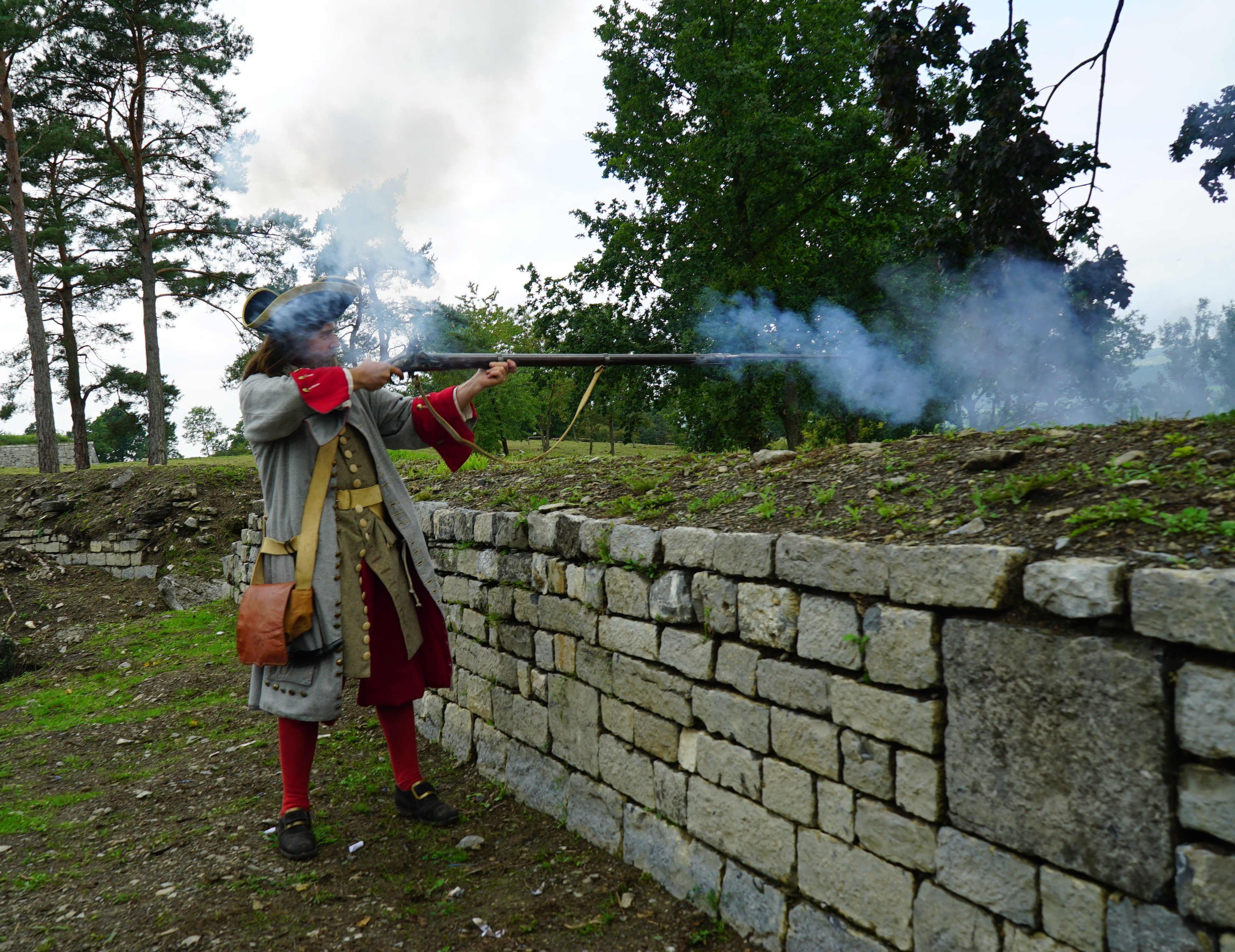
Défense depuis une banquette d'infanterie,
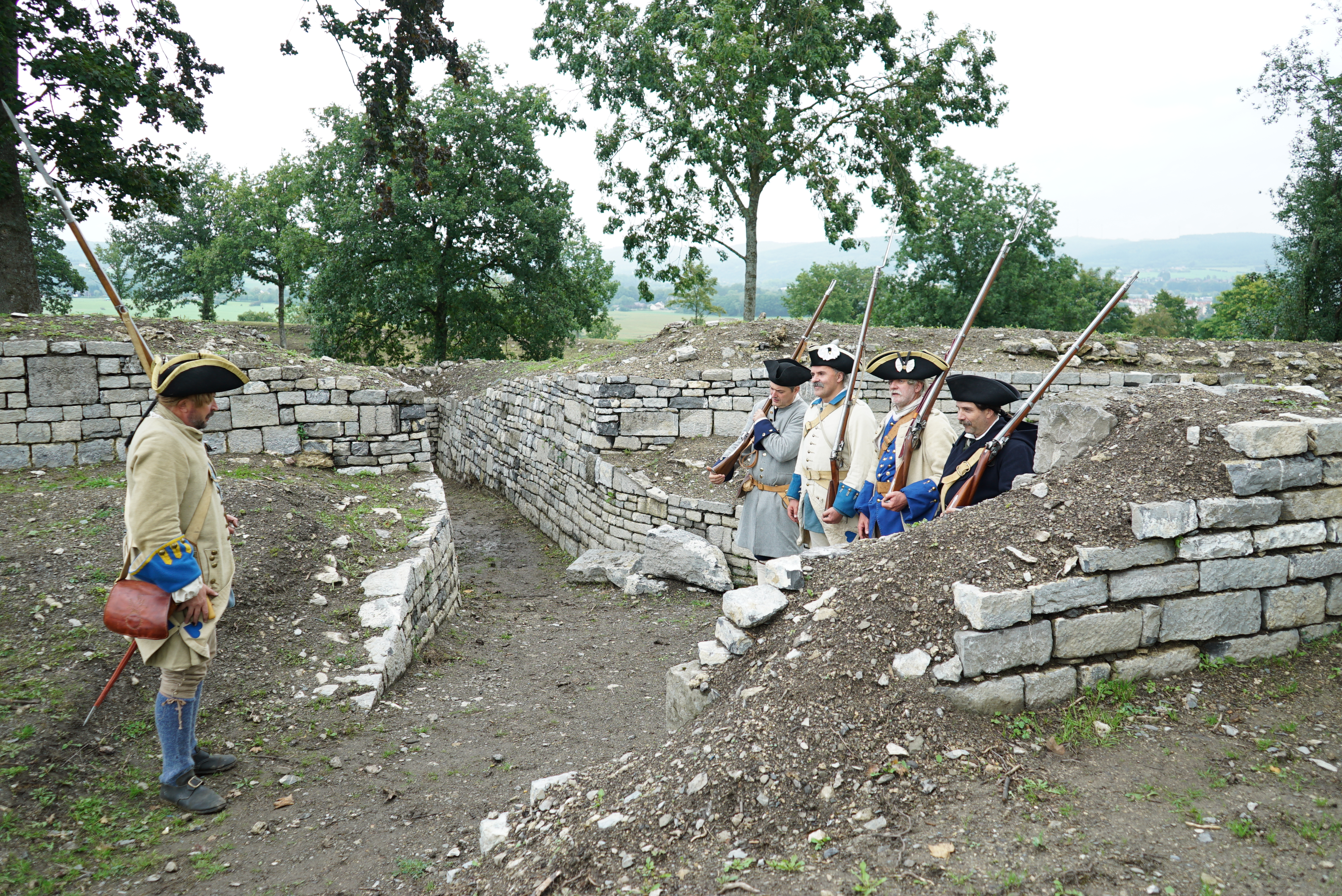
Pas de souris sur les glacis.

Le fort de Charlemont fait l’objet d’une inscription au titre des monuments historiques depuis le 24 octobre 1927.
L’importance historique, paysagère et environnementale du site en font un site d'importance patrimoniale majeur pour le département des Ardennes.
Dès 1999, la ville de Givet a - avec un objectif de développement du tourisme - travaillé à la mise en valeur du fort, avec notamment un projet d'éclairage (à la suite d'un projet dit « Vallée des Lumières ») proposé pour marquer l’an 2000. Ce plan d'éclairage destiné à illuminer la fortification la nuit a dû faire l'objet d'études environnementales affinées en raison d'un risque de pollution lumineuse pouvant dégrader l'environnement nocturne et mettre en péril des espèces menacées et/ou protégées.
Le projet a pris du retard. Il a été relancé en 2001 après validation d'un plan de financement. Les travaux ont débuté - hors de la réserve naturelle et de la zone Natura 2000 - en avril 2006. À ce stade, l'objectif est d'éclairer la nuit (jusqu'au milieu de la nuit) une partie des remparts (du fort , de la porte de France, et du bastion faisant face à la Meuse). Les visites touristiques individuelles seront possibles à partir de l'été 2016.

## Intérêt environnemental

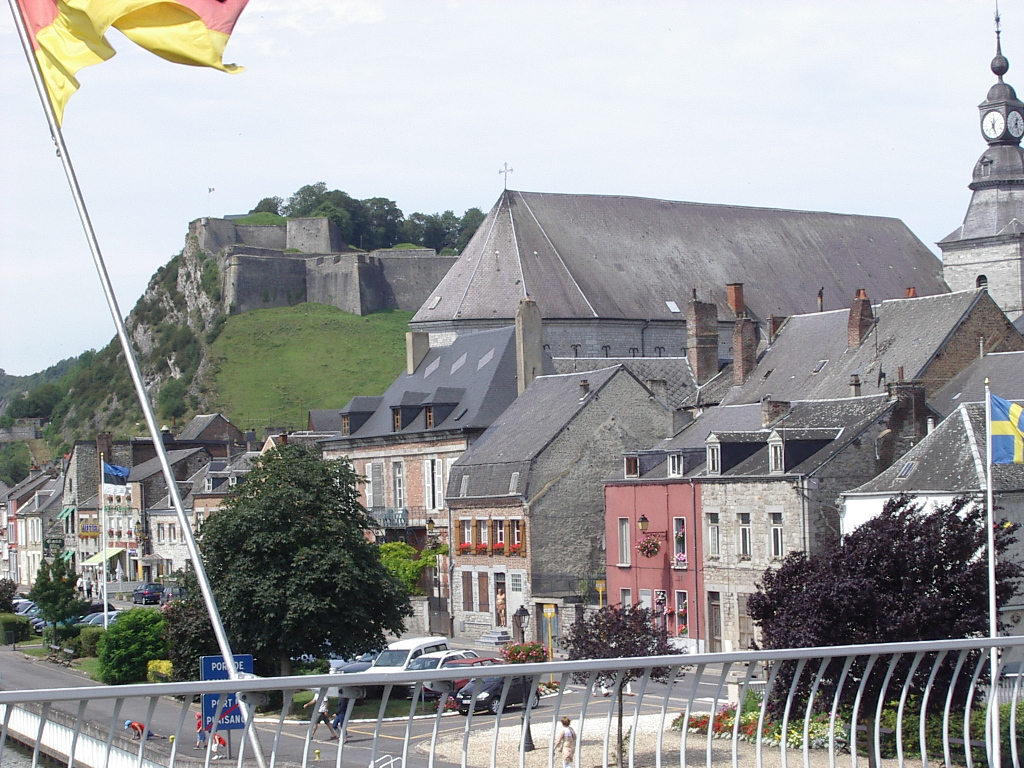
Fort de Charlemont.

Comme de nombreux bâtiments et sites militaires anciens (n'ayant pas fait l'objet d'apports de nitrates, phosphates et pesticides agricoles), ce site offre un intérêt écologique et écopaysager. L'intérieur du fort a été mal inventorié en raison de son caractère fermé et militaire, mais les habitats et espèces inventoriées à sa périphérie en font un site remarquable.
Le site a été inventorié et défini comme ZNIEFF de type 1 (nommée ZNIEFF « Escarpements, Fort de Charlemont et Fort Condé » sur 137 hectares. Cette ZNIEFF de type I est elle-même au centre d'une ZNIEFF de type 2 « Ensemble de pelouses calcaires et milieux associés de la pointe de Givet » pour une superficie de 1941 ha. Des microclimats liés à la géomorphologie ont permis l'installation de communautés végétales subméditerranéennes et d'une végétation thermoxérophile.
Les falaises du fort de Charlemont sont une partie de la réserve naturelle nationale de la pointe de Givet (gérée par l'ONF), et sont classées en site Natura 2000,. Cette réserve a pour caractéristiques d'être constituée d'un groupe de 10 sites différents, situés sur 6 communes (sur près de 354 ha au total), comprenant :
- des buxaies (code Natura 2000 : 5110) ;
- des falaises calcaires (code Natura 2000 : 8215) ;
- des éboulis calcaires (code Natura 2000 : 8130) ;
- des mosaïques de fourrés de sols pauvres, fruticée, falaises, landes, pelouses sèches, ourlets, fourrés de roches, éboulis, végétation de dalles rocheuses (code Natura 2000, mosaïque de 6212 – 6213 – 6110 – 4030 – 8215 – 8230) ;
- des mosaïques de pelouses, pelouses en ourlets, végétation des dalles, ourlets (code Natura 2000, mosaïque de 6212 – 6213 – 6110 – 4030 – 8215 – 8230).

Les falaises présentent aussi un intérêt géologique et pédagogique : on peut y observer le stratotype du Givétien (ou « calcaire de Givet »). Les arêtes et plissements rocheux en font un élément architectonique et géomorphologique remarquable dans le paysage de la vallée.
La réserve abrite au moins 11 espèces protégées et 26 de la liste rouge des espèces végétales menacées en Champagne-Ardenne. On observe ainsi sous les remparts du fort ou à proximité : Artemisia alba, Festuca pallens, Helianthemum apenninum, Allium sphaerocephalon, Prunus mahaleb, Dianthus carthusianorum, Echium vulgare, Festuca ovina, Amelanchier ovalis, Cotoneaster integerrimus... Festuca pallens et Artemisia alba sont aussi présentes sur les murailles.
La réserve accueille notamment des espèces protégées au niveau national (lézards des murailles (Podarcis muralis) et de Coronelles lisses (Coronella austriaca) et peut-être vipère péliade (trouvée à proximité), d'insectes rares et protégés au niveau européen (Damier de la succise (Euphydryas aurinia), Cuivré des Marais (Lycaena dispar), des Chiroptères menacées et à fort intérêt patrimonial (Grand Rhinolophe (Rhinolophus ferrumequinum), Vespertilion de Bechstein (Myotis bechsteinii), Vespertilion à oreilles échancrées (Myotis emarginatus), Grand Murin (Myotis myotis)).
Ce site peut être considéré comme un des éléments importants de la déclinaison régionale de la trame verte et bleue nationale.

## Sources

#### Monographies
- Sous la direction de Jean-Marie Pérouse de Montclos - Le Guide du Patrimoine : Champagne-Ardenne - p. 189-190 - Hachette - Paris - 1995 -  (ISBN 978-2010209871)
- Philippe Seydoux, Gentilhommières et Maisons fortes en Champagne : Marne et Ardennes, t. 1, Paris, Éditions de La Morande, 1997, 320 p. (ISBN 2-902091-30-3), p. 183.

#### Articles
- Revue historique de l'Armée, numéro 2 (consacré au territoire ardennais), édité par le ministère des Armées, Paris, 1961.